# Leo Susana
Leo Susana (nacido 24 de julio de 1968 en Brooklyn) es un músico de rock estadounidense de ascendencia dominicana. Conocido por ser vocalista de la banda de rock JLS y guitarrista de Huecco. Actualmente vive en Fiscal, Huesca, España dando conciertos por toda Europa.

## Biografía
Fundador de la agrupación de metal JLS de República Dominicana.
Sus inicios musicales fueron como guitarrista en la ciudad de Nueva York con el grupo Broom Hellda.
En 1989 Susana fundó, junto a Tony Almont, Máximo Gómez y Lorenzo Zayas-Bazan, la agrupación Toque Profundo.
En 1991 egresa de la misma y un año después junto a Máximo Gómez crea el dúo experimental JLS+Cousin Max que luego se acortaría a JLS.
Ha trabajado como productor junto a Allan Leschhorn con quien creó el sello Estudio 828 en el 2002.

## Estudio 828
En el 2002 crea, junto a Allan Leschhorn, la productora/estudio/sello Estudio 828 en Santo Domingo.
Fichan varios artistas locales entre los que se destacan Luichy Guzmán, Panky y Los Manolos. A la vez trabajan en sus proyectos (JLS, Empiphis), en el estudio.

## Discografía

### Toque Profundo
- Sueños Y Pesadillas Del Tercer Mundo - 1992

1. "Mi País" (Letras y Música: Almont/Susana)
2. "Mandela" (Letras y Música: Susana/Garcia/Zayas)
3. "Abril" (Susana)
4. "El Bolero Del Biónico" (Gómez, Peña Prieto, García, Susana, Zayas)
5. "Y Soñó" (Letras y Música: Almont/Susana)
6. "Amigo" (Letras: Almont Música:Susana)
7. "Latidos" (Letras: Almont Música:Susana)
8. "Infarto Al Miocardio" (Almont)
9. "El Jevito" (Letras: Almont Música:Susana)
10. "Mandela" [Demo]

Guitarra, voz- (1,3-6,9-10)

### JLS
- Testigos de la Historia - 1997

1. "Enemigo de la sociedad"
2. "Me da la gana"
3. "Caída del sol naciente"
4. " El Día Que Decidí ser Padre"
5. "Saquen la Gran Muralla"
6. "Es Que Tu"
7. "El Precio de la Fama"
8. "Dame tu Sexo"
9. " Lunático"
10. "Yo Te Siento"
11. "La Onda Fatal"
12. "Harto de Existir"
13. "Eres Cabeza Dura"
14. "Distraught"
15. "Faro a Colón"
16. "Quítate el Velo"
17. "Pa' 'Tra' '"
18. "Nadie Sabe "

Guitarras y voz en todos los temas.
Teclados/piano temas: 3,5,9,15
Bajo (5,15,16)
- Patra III en Vivo - 1998

- Serpiente en el Huerto - 2000

1. "Privilegio es vivir en una democraC.I.A"
2. "Leña"
3. "El Rey del Mosh"
4. " Sofocado"
5. "J.L.S. (Jodio Loco Sucio)"
6. "Diputado Man"
7. "El Precio de la Fama"
8. "Más allá"
9. " Legión"
10. "Confusión"
11. "Control total"
12. "La Vegana Vengadora"
13. "En la soledad"

Guitarras y voz; autor todos los temas.

- Un Año de Odio..., Un Siglo de Miedo - 2003

1. "Harto"
2. "País:Caos"
3. "Carta de odio"
4. "Un Año de odio"
5. "Un siglo de miedo"
6. "Fuck u Up"
7. "Frío Metal"
8. "Pedazo de mierda"
9. "Los títeres de Sam"
10. "Ah..., Los Dictadores"
11. "Maco Jones"
12. "Mata Locura"
13. "Vete"
14. "Te Juro"
15. "Sharon"
16. "Gente de ma'"
17. "No me importa"
18. "Creator'"
19. "Speak Softly, Carry Big Stick "
20. "Gatillo 100 "

Guitarras, voces en todos los temas

Bajo en todos los temas excepto "Maco Jones"

### Singles, B-sides y rarezas
Stay (1993) como JLS + Cousin Max

Howling (1993) como JLS + Cousin Max

Guitarras, voces, teclados y bajo

Chico Fresa (1999) JLS - (Gómez, Quezada, Susana)

### Las Marias, Diagonal B
Proyecto con Tony Almont de Toque Profundo.
- Música de Las Marias, Diagonal B (Ep) - Estudio 828 (2003)

"El Blues de Santo Domingo"

### Trabajo Solo
Los siguientes sencillos han sido grabados y lanzados a la radio en República Dominicana o por internet.
- "Santo Domingo (Que yo busco en)"
- "Estoy Cansado"
- "No Necesito"
- "Frixion" (con la participación de Tony Almont)
- "El Cruce" (instrumental)
- "La Realidad (intro)"
- "What's Life"

## Producción
Un Año de Odio..., Un Siglo de Miedo - Estudio 828 (2003)

(Allan Leschhorn/Leo Susana/Luinis Quezada)

Contracorriente - Luichy Guzmán Estudio 828 (2004)

 (Luichy Guzmán, Allan Leschhorn, Leo Susana) 

Variado Panky y Los Manolos - Estudio 828 (2004)

(Luis Payan, Allan Leschhorn, Leo Susana)

## Enlaces
- Leo Susana en Myspace
- jodiolocosucio.com

- Datos: Q5973052